# Segunda guerra entre el Directorio y Artigas en Entre Ríos
Como continuación de la guerra entre el Directorio unitario de las Provincias Unidas del Río de la Plata con sede en Buenos Aires y las fuerzas de la Liga Federal conducida por José Gervasio Artigas, que se había desarrollado en la Provincia de Santa Fe entre 1815 y 1817, se produjo la invasión de fuerzas directoriales a la Provincia de Entre Ríos, a fines de 1817 y principios de 1818, en apoyo de los caudillos locales que abandonaron el liderazgo de Artigas.

## Antecedentes
Las sucesivas derrotas sufridas por el Protector de los Pueblos Libres (Artigas) en la resistencia contra la Invasión Luso-brasileña determinaron que algunos de los principales caudillos de la Provincia de Entre Ríos: Eusebio Hereñú (Paraná), su segundo Evaristo Carriego, el sargento mayor Gregorio Samaniego (Gualeguaychú), Gervasio Correa (Gualeguay) y Justo Pastor Hereñú (Nogoyá), quienes no se sentían cómodos con el dominio de Artigas, buscaran un acuerdo con Buenos Aires que los amparara de una posible invasión portuguesa. 
En septiembre de 1817 José Ignacio Vera, hermano del gobernador artiguista santafesino Mariano Vera, fue elegido gobernador de Entre Ríos, con lo que la influencia del Protector se hizo aún mayor en esa provincia. Hereñú, quien pretendía el cargo de gobernador, protestó contra la elección y envió a Samaniego a Buenos Aires en septiembre a informar a las autoridades directoriales sobre el deseo de muchos entrerrianos de romper con Artigas, pactando con el director supremo Juan Martín de Pueyrredón la reincorporación de Entre Ríos a las Provincias Unidas y obteniendo algunas armas y la promesa de auxilios si se producía un pronunciamiento anti-Artigas en Entre Ríos.
Pueyrredón había tentado a Hereñú con la promesa de nombrarlo gobernador de Entre Ríos y este en septiembre se pronunció contra Vera y Artigas en Paraná. Fuerzas santafesinas al mando del mayor José Francisco Rodríguez cruzaron el río Paraná enviados por Mariano Vera. Para el 6 de octubre la rebelión de Hereñú había sido sofocada, y este se sometió de nuevo a Artigas.

## Acciones militares

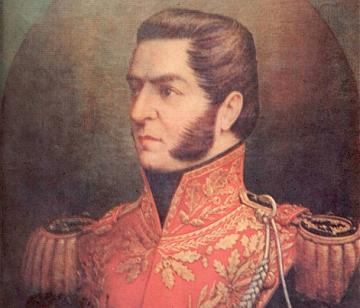
Francisco Ramírez.

A fines de noviembre Hereñú volvió a pronunciarse en Paraná, abandonó la villa con su segundo Carriego y se puso de acuerdo con los otros caudillos del sur de la provincia, Samaniego y Correa, dirigiéndose a Nogoyá. Desde Santa Fe Estanislao López pasó a Paraná con 30 blandengues en su persecución, llegando a Nogoyá el 23 de diciembre. El comandante de Concepción del Uruguay, Francisco Ramírez, tomó armas contra ellos, quedando al mando de la región como delegado de Artigas. Samaniego se replegó de Gualeguaychú a Gualeguay, de donde Ricardo López Jordán (padre), junto con los capitanes Pedro González y Manuel García, los expulsaron el 8 de diciembre de 1817, debiendo refugiarse en el albardón de Los Toldos antes de poder reunir sus fuerzas con las de Hereñú. Pueyrredón envió allí al falucho San Martín con 600 fusiles, por lo que Samaniego y Correa salieron de Los Toldos en busca de Ramírez, a quien encontraron junto a 200 hombres a escasos kilómetros de allí, debiendo retroceder hasta Los Toldos en donde fueron defendidos el 14 de diciembre por los cañones del barco.
Pueyrredón envió en auxilio de los caudillos una flotilla al mando del coronel Luciano Montes de Oca y del teniente coronel Domingo Sáez con entre 500 y 600 soldados (según Mitre y 800 según Vicente Fidel López), para ocupar Concepción del Uruguay con "la urgencia de sofocar el germen ruinoso de la discordia promovida por Artigas (...)" Formaba parte de la flotilla el bergantín Belén, al mando del capitán de marina Bartolomé Cerretti.
Pueyrredón emitió una proclama al pueblo de Entre Ríos el 15 de diciembre:

Llegó el tiempo de que fijaseis vuestros destinos de un modo noble. Una opinión estraviada os ha hecho pasar días amargos; pero ella, cuando más ha sido error de entendimiento, y de ningún modo, perversidad de corazon. Con las mejores intencionas librasteis vuestra confianza, en el supuesto Protector de los Pueblos, consignándole el sagrado depósito de vuestros derechos. Habéis visto que él destruye en vez de edificar. Habéis observado que despotiza, en vez de proteger; y no ha pasado tiempo perceptible entre conocer vuestro error, y adjurarlo con franqueza. Pedísteis auxilios para sacudir un yugo tan ignominioso. Ellos os llegaron tan pronto como la respuesta de que se os enviaban. Otros más considerables, que ahora os remito, llenarán las medidas de vuestros deseos. Las tropas que vuelan en vuestro socorro, no tienen otro objeto que ayudaros á llenar vuestros votos, é integraros en vuestros preciosos derechos. En ello; encontrareis los mejores apoyos de vuestra libertad, propiedad y seguridad individual.

La flotilla salió del Puerto de Buenos Aires el 15 de diciembre de 1817 navegando por el río Paraná Guazú y luego por el río Paraná Ibicuy, desembarcando en Los Toldos el 20 de diciembre (había llegado el 19 a la noche), cerca de la desembocadura del río Gualeguay, en donde Ramírez con 300 hombres mantenía sitiados a Samaniego y a Correa con 200 hombres y sus familias de Gualeguay y Gualeguaychú. Estos, que se hallaban escasos de víveres, fueron auxiliados mientras Ramírez se retiraba debido a su inferioridad numérica. El día 21 Samaniego y Correa junto con 25 húsares, 25 dragones y 50 infantes iniciaron la marcha en persecución de Ramírez hacia Gualeguaychú, con la intención de llegar a Concepción del Uruguay, reuniéndose con las fuerzas de Hereñú que cruzaron el río Gualeguay por el Paso de los Toros, quedando Carriego en Gualeguay. Mientras que Montes de Oca con el grueso de las fuerzas avanzó en la misma dirección siguiendo el río Gualeguay.
En las puntas del arroyo Ceballos, en Larroque, Ramírez reforzado por milicias de la costa del Uruguay y refuerzos de Rodríguez y de Estanislao López llegados de Santa Fe, cambió de rumbo, atacó de sorpresa y derrotó a Montes de Oca el 25 de diciembre de 1817 (Combate del Arroyo Ceballos) apoderándose de la artillería (3 cañones) y dispersando la caballería. Ante esa situación, las fuerzas de Correa y de Samaniego se dispersaron y los restos de ambas columnas se refugiaron en Gualeguay, desde donde Montes de Oca pidió auxilios a Pueyrredón. 
Luego de reunirse, las fuerzas del directorio avanzaron hacia Gualeguaychú, la dejaron al mando de Samaniego y acamparon en sus cercanías, desde allí partió Sáez con 300 soldados de infantería y de caballería hacia el norte, pero fue sorpresivamente atacado y derrotado por las fuerzas enviadas por Artigas al mando del comandante Gorgonio Aguiar en el Combate de Santa Bárbara el 4 de enero de 1818, en la estancia del mismo nombre cerca del arroyo El Gato a 25 km de Gualeguaychú.
Después de esta derrota, Montes de Oca embarcó sus tropas en Puerto Landa, en el río Uruguay, el 7 y 8 de enero y se situó en Higueritas (Nueva Palmira, actual Uruguay), mientras que Correa y Hereñú se replegaron por tierra hacia Los Toldos y Samaniego permaneció en Gualeguaychú, para luego refugiarse en Los Toldos. López regresó a Santa Fe con sus blandengues.
Carriego rehízo sus fuerzas y logró tomar por sorpresa la villa de Paraná el 1 de febrero, de donde lo expulsó Aguiar el 16 de febrero. De modo que pasó a Santa Fe, incorporándose al Ejército de Observación porteño. Previamente, fuerzas santafesinas se habían apoderado de algunos barcos que Hereñú tenía en reserva.

## Segundo intento de Pueyrredón sobre Entre Ríos
Pueyrredón reemplazó a Montes de Oca por el coronel mayor Marcos Balcarce (designado general), quien concentró sus tropas en la isla Martín García saliendo de Buenos Aires el 10 de enero. Al llegar Montes de Oca a Higueritas se encontró con una fuerza de refuerzo de 400 hombres al mando del teniente coronel Martín Lacarra, quien le informó su sustitución y se hizo cargo de las tropas. Luego de rescatar a los que se hallaban en el albardón de Los Toldos y reforzarse con las fuerzas de Hereñú, el 22 de marzo de 1818 desembarcaron en La Bajada con 500 hombres desde 13 barcos. De inmediato comenzó su avance hacia el interior de la provincia, siendo derrotado por Ramírez en el Combate de Saucesito el 25 de marzo de 1818, en donde murió Samaniego. Balcarce evacuó La Bajada refugiándose en la flotilla junto con Hereñú y luego regresó a Buenos Aires. Al día siguiente Ramírez ocupó Paraná y el jefe artiguista José Francisco Rodríguez quedó como comandante de la villa y gobernador de Entre Ríos.
En Santa Fe Vera fue derrocado el 14 de julio de 1818, refugiándose en Paraná, mientras que Estanislao López asumió el gobierno.

## Acciones en Corrientes
Ese mismo año, Ramírez avanzó sobre la Provincia de Corrientes, para deponer al coronel Juan Francisco Bedoya enviado por el Directorio, quien había derrocado a Juan Bautista Méndez el 25 de mayo de 1818 al frente de 900 soldados y 3 piezas de artillería. Pero el agudo enfrentamiento con las fuerzas porteñas obligó a Ramírez a destacar a su medio hermano Ricardo López Jordán en auxilio de Estanislao López, atacado por Juan Ramón Balcarce y poco después a retroceder él mismo para enfrentar nuevamente a Hereñú, dejando las operaciones en Corrientes ya que simultáneamente se había producido el avance del misionero Andrés Guazurary que culminó con la toma de la ciudad de Corrientes.
El 10 de octubre, Hereñú intentó un nuevo ataque a Paraná desde el río, pero fue rechazado por Ricardo López Jordán (padre), medio hermano de Ramírez. A fin de año reapareció Correa, pero fue derrotado por Ramírez en el Combate de Ñancay, el 5 de enero de 1819.
Entre Ríos quedó firmemente en manos de Francisco Ramírez, este no era el gobernador, sino solamente el comandante de Concepción del Uruguay, subordinado de Artigas. En Paraná, mientras tanto, ejercieron la comandancia Vera, nuevamente Rodríguez y luego Romualdo García.